# Турнеја Британских и Ирских Лавова по Аустралији и по Новом Зеланду 1908.
Турнеја Британских и Ирских Лавова по Аустралији и по Новом Зеланду 1908. (службени назив:1908 British Isles tour to New Zealand and Australia) је била турнеја острвског рагби дрим тима по Аустралији и по Новом Зеланду 1908. Лавови су те године одиграли 9 утакмица у Аустралији и 17 утакмица на Новом Зеланду. На овој турнеји у гостујућој екипи било је Велшана и Енглеза, али не и Шкота и Ираца. Сви селектирани Велшани били су високо образовани и богати. Ол блекси су победили у серији, а Валабиси те године нису одиграли меч против британских лавова.

## Тим
Стручни штаб
- Џорџ Харнет, менаџер

Играчи
'Бекови'
- Џон Дајк, Велс
- Џон Џекет, Енглеска
- Фредерик Чепмен, Енглеска
- Реџи Гибс, Велс
- Џони Вилијамс, Велс
- Роланд Грифитс, Велс
- Џек Џонс, Велс
- Џејмс Џонс, Енглеска
- Пет Мекведи, Енглеска
- Хенри Весел, Енглеска
- Џејмс Дејви, Енглеска
- Херберт Лаксон, Енглеска
- Вилијам Морган, Велс
- Вилијамс, Енглеска

'Скрам'
- Артур Хардинг, Велс, капитен
- Херберт Арчер, Енглеска
- Роберт Дибл, Енглеска
- Перси Даун, Енглеска
- Џералд Кирки, Енглеска
- Грин, Велс
- Едгар Морган, Велс
- Томас, Велс
- Џек Вилијамс, Енглеска
- Гај Хинд, Енглеска
- Џексон, Енглеска
- Вилијам Олдам, Енглеска
- Џон Ритсон, Енглеска
- Томас Смит, Енглеска

## Утакмице

### Генерални учинак
| Одиграно утакмица | Победа Лавова | Нерешено | Пораз Лавова |
| ----------------- | ------------- | -------- | ------------ |
| 26                | 16            | 1        | 9            |

### Мечеви
| Утак. | Тим              | Резултат | Тим    |
| ----- | ---------------- | -------- | ------ |
| 1.    | Ваирарапа        | 3:17     | Лавови |
| 2.    | Велингтон        | 19:13    | Лавови |
| 3.    | Отаго            | 9:6      | Лавови |
| 4.    | Саутленд         | 8:14     | Лавови |
| 5.    | Ол блекси        | 32:5     | Лавови |
| 6.    | Јужни Кантербери | 6:12     | Лавови |
| 7.    | Кантербери       | 13:8     | Лавови |
| 8.    | Западна обала    | 3:22     | Лавови |
| 9.    | Нелсон бејс      | 0:12     | Лавови |
| 10.   | Ол блекси        | 3:3      | Лавови |
| 11.   | Хокс беј         | 3:25     | Лавови |
| 12.   | Паверти беј      | 0:26     | Лавови |
| 13.   | Манавату         | 3:12     | Лавови |
| 14.   | Вангануи         | 6:9      | Лавови |
| 15.   | Таранаки         | 5:0      | Лавови |
| 16.   | Окланд           | 11:0     | Лавови |
| 17.   | Ол блекси        | 29:0     | Лавови |
| 18.   | Нови Јужни Велс  | 0:3      | Лавови |
| 19.   | Нови Јужни Велс  | 0:8      | Лавови |
| 20.   | Западни окрузи   | 15:10    | Лавови |
| 21.   | Метрополитан     | 13:16    | Лавови |
| 22.   | Њукасл           | 0:42     | Лавови |
| 23.   | Нови Јужни Велс  | 6:3      | Лавови |
| 24.   | Квинсленд        | 3:20     | Лавови |
| 25.   | Квинсленд        | 8:11     | Лавови |
| 26.   | Бризбејн         | 3:26     | Лавови |

| Победник турнеје по Новом Зеланду 1908. |
| --------------------------------------- |
| Ол блекси (2-1-0)                       |

## Статистика
Највећа посета
Нови Зеланд - Британски и ирски лавови, први тест меч, 23 000 гледалаца
Највише поена против Новог Зеланда
Џек Џонс 3 поена